# Berghotel Kasern

Il Berghotel Kasern nel primo 1900

Il Berghotel Kasern  ,oggi Berghotel Kason, è un albergo nel comune di Predoi e sorge nell'abitato di Casere, alla fine della Valle Aurina in Alto Adige, a nord di Brunico. Di fatto è l'albergo più a nord d'Italia.
Già in tempi molto remoti dava alloggio a commercianti e viaggiatori che dovevano attraversare il Passo dei Tauri e quello della Forcella del Picco. Per questo è considerato edificio storico tutelato della Provincia Autonoma di Bolzano ed è uno dei più antichi edifici documentati ad uso di locanda dell'intero Tirolo.
Nel 1320 si legge per la prima volta nell' "Urbar" (registro delle proprietà e dei rispettivi censi) dei Conti del Tirolo, che comprendeva anche la Valle Aurina, della presenza dell'ospizio "der Hof ze Chesern".
Nel 1609 al Kasr am Tauer (oste di Casere) veniva donata una vasta zona di terreno, detta Brunnwald vicino a Fonte della Roccia. L'impegno era quello di garantire il passaggio e l'accesso ai Passi di qualsiasi viandante, prestando a questi guanti, cappelli, bottiglie, ed altre cose che consentivano il superamento delle intemperie. I viandanti, una volta attraversato il passo dei Tauri, lasciavano all'oste del rifugio Krimml gli oggetti dati in uso. Questi ultimi venivano messi a disposizione dei viandanti che tornavano a Casere.
Già nel XIV secolo Casere era una fiorente località di miniera dalla quale si estraeva il rame. I minatori che venivano da paesi vicini e poi da ogni parte dell'Impero, trovavano alloggio e posto di ristoro nell'osteria Casere (Rasthaus Kasern).
Il luogo stesso ha preso il suo nome dalla parola ze Chesern (1315-1325), che significa malga atta a produrre latticini e formaggi ("Sennhütte" o "Schwaige") ed è da riferirsi all'edificio oggi albergo.
Oggi l'hotel - che ha quindi mantenuto la continuità di esercizio per oltre 700 anni - si trova ai piedi della Vetta d'Italia, è circondato dal Parco naturale Vedrette di Ries-Aurina e dal Parco nazionale Alti Tauri ed è dominato dalle imponenti vette alpine del Picco dei Tre Signori e del Pizzo Rosso di Predoi. In questa cornice ambientale e paesaggistica unica in cui è incastonato, l'albergo è quindi la sede naturale di partenza per escursioni sugli Alti Tauri e sulle Alpi della Zillertal e da alloggio a "nuovi" ospiti, che praticano lo scialpinismo, sci di fondo, trekking ed escursioni alpine. 
Nei pressi dell'hotel, sorge la Chiesetta di Santo Spirito, luogo sacro di notevole valore storico-artistico, edificato dal cardinale Nicola Cusano, che rappresenta la Chiesa cattolica più a nord della Nazione italiana.